# Vilaranda
Vilaranda é uma aldeia portuguesa, da freguesia de Friões, Município de Valpaços, com cerca de 15 habitantes.

## Topónimo
Vilaranda Boa, corresponde uma parte  de boa qualidade de terrenos (vila) concedidos pelo proprietário (senhor feudal) do Ladário a vários servos para nela se dedicarem à exploração agrícola. Da mesma forma outras localidades obtiveram nomes, tais como Vilarandelo, Vilar, Vilarinho, Vilarelho, Vilardouro.

## Localização
Estrada Municipal que liga Celeirós a Nogueira da Montanha, situa-se no lado nascente do Monte Vilaranda, nascente do Ribeiro Albagueiras, que desagua no Ribeiro Lamalonga, afluente do Rio Torto, que corre para o Rabaçal, afluente do Tua, um dos principais 
Tributários do Grande rio Ibérico, o rio Douro. Existe um antigo caminho de terra batida que liga Vilaranda a Ferrugende.

## Aldeias vizinhas
- Ladário, a Oeste, 0.5 km
- Celeirós, a Sudeste, 2 km
- Ferrugende, a Este, 3 km
- Vila Nova, a sul, 2 km (Freguesia de Santiago da Ribeira de Alhariz)

## Atividade económica
Em Vilaranda produzem-se castanhas em quantidade considerável, mas também batatas, centeio, fruta e legumes. Quase toda a população se dedica também à criação de animais domésticos.

## Património
- Capela de São Simão e Santa Bárbara
- Nicho do Senhor do Bonfim
- Fonte de Vilaranda

## Santa Bárbara
O povo costuma dizer só te lembras de santa Bárbara quando trovoa, pelo que quando se verificam grandes trovoadas é costume pedir auxílio a Santa Bárbara através da seguinte oração: "Santa Bárbara bendita, na porta do céu está escrita com um ramo de oliveira na mão para nos livrar do trovão".
No entanto a nível mundial Santa Bárbara é considerada a padroeira dos mineiros, sendo o seu dia celebrado a 4 de Dezembro.